# Autobahn (Niederlande)
Die Niederlande haben mit 57,5 Kilometern den größten Anteil Autobahnkilometer pro 1000 km² in der Europäischen Union. Insgesamt besitzen die Niederlande ein Autobahnnetz von 2360 km. Die älteste niederländische Autobahn ist ein Abschnitt der A12 zwischen Voorburg und Zoetermeer, der 1937 in Betrieb genommen wurde.

## Merkmale

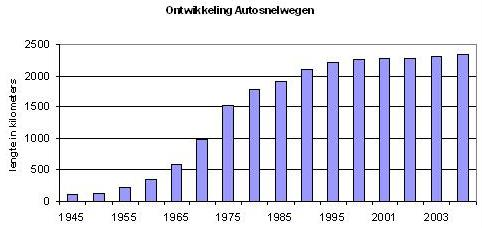
Länge des niederländischen Autobahnnetzes

Eine niederländische Autobahn hat mindestens vier Spuren (zwei Spuren pro Richtung) und zwei Randstreifen. Die zwei Fahrtrichtungen werden mithilfe des Trennstreifens getrennt.

### Fahrstreifenbreite

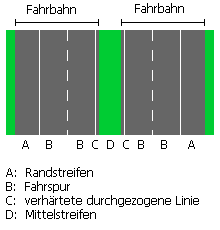
Aufbau einer niederländischen Autobahn

Die Fahrstreifenbreite beträgt auf niederländischen Autobahnen in der Regel 3,50 m. In der Nähe großer Städte kommen auch Autobahnen mit einer Breite von 3,25 m vor, die sogenannten „stadsautosnelwegen“ (Stadtautobahnen). Die südliche Ringstraße in Breda ist hierfür ein gutes Beispiel. Ältere Autobahnen haben auch einen schmaleren Fahrstreifen, wie bis 2010 die A2 von Utrecht nach Amsterdam mit 3,20 m Breite. Auf manchen Autobahnen wurde die Fahrstreifenbreite verringert, um Platz für eine weitere Spur zu schaffen. Diese werden „plusstrook“ (Extrafahrstreifen) genannt. Bemerkenswert ist, dass trotz des Extrafahrstreifens auch der Randstreifen vorhanden ist. Der erste Extrafahrstreifen wurde am 22. November 1999 auf der A27 zwischen Houten und dem Kreuz („knooppunt“) Everdingen eröffnet.

### Regeln
Die zulässige Höchstgeschwindigkeit beträgt für Pkw ohne Anhänger grundsätzlich 130 km/h. Seit dem 16. März 2020 100 km/h am Tag (6 bis 19 Uhr). Seit dem 14. April 2025 hat das Kabinett Schoof auf einigen Autobahnabschnitten das Tempolimit auch am Tag wieder auf 130 km/h erhöht. 
Fahrzeuge, die bauartbedingt nicht schneller als 60 km/h fahren können und dürfen, sind auf niederländischen Autobahnen nicht zugelassen. Rechts zu überholen ist verboten, ausgenommen rechts einer Blockmarkierung oder in einem Verkehrsstau.

### Auf- und Ausfahrten

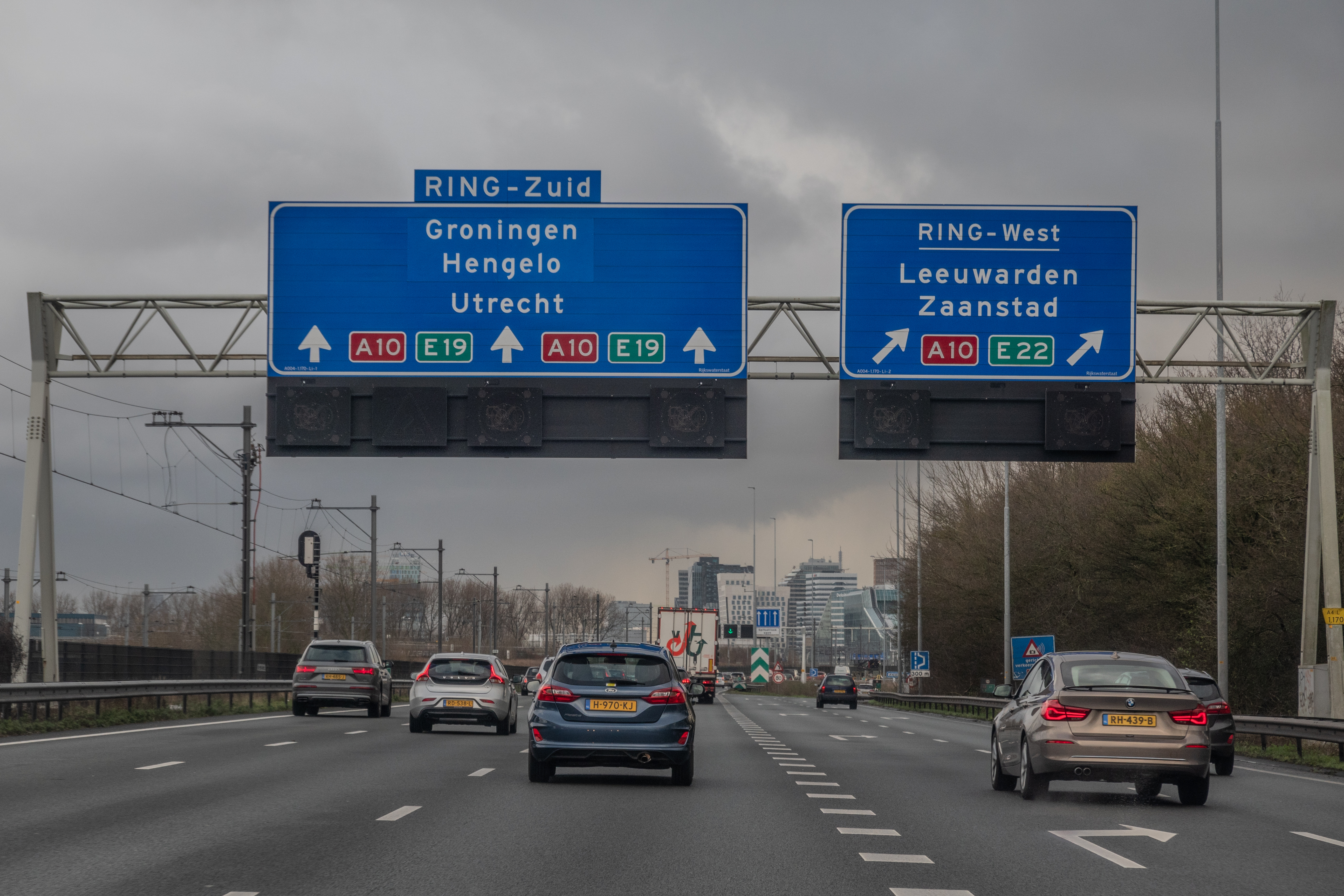
Die A10 bei Amsterdam, Knotenpunkt De Nieuwe Meer

Auffahrten werden oprit genannt, für Ausfahrten nutzt man den Begriff afrit (rit = Fahrt, Ritt). Man wird auf Ausfahrten meistens 1200 m vorher, 600 m vorher und gleich am Anfang der Ausfahrt durch entsprechende Schilder aufmerksam gemacht. Das Schild Ausfahrt am Ende eines Verzögerungsstreifens wird mit uit, was etwa dem Deutschen (her-)aus entspricht, angegeben.

### Sonstiges

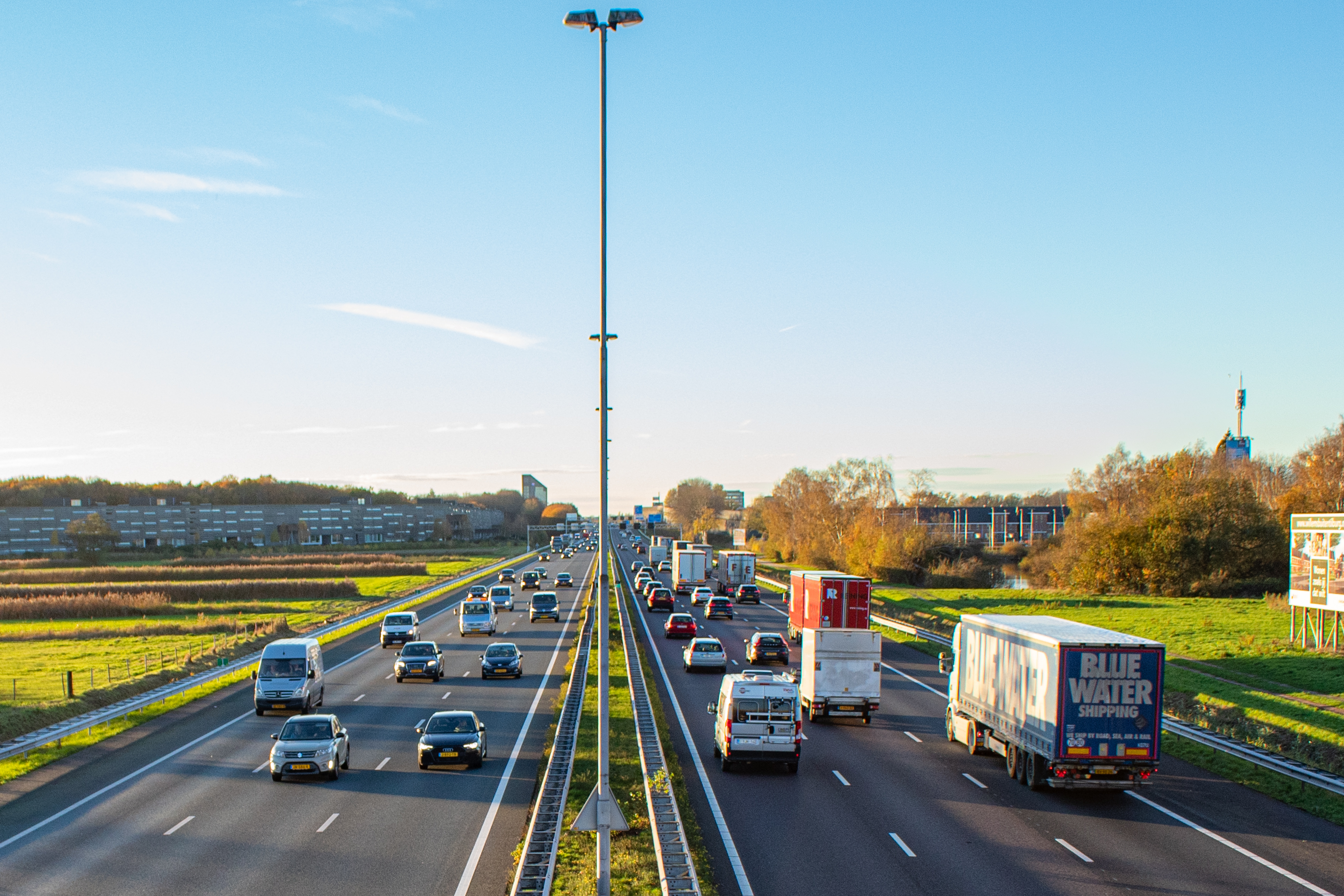
A58 bei Tilburg

Einige Autobahnen in den Niederlanden, zum Beispiel die A27, werden als Hubschrauberroute gebraucht. Diese Autobahnen haben große Kilometermarkierungen auf der Straßendecke des Randstreifens.

## Beleuchtung
Die Autobahnen sind innerhalb der Randstad komplett beleuchtet. Darüber hinaus werden nur Streckenabschnitte bei größeren Städten und Autobahnkreuze beleuchtet. Insgesamt sind 992 km von 2342 km beleuchtet.

## Nummerierung/Unterscheidung „rijksweg“ und „provinciale snelweg“

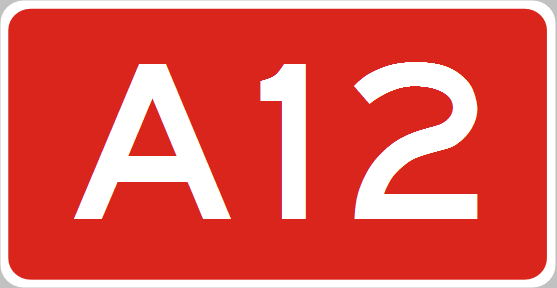
Beispiel für Nummerierung der Autobahnen

Niederländische Autobahnen haben, wie auch deutsche, eine A-Nummerierung. Ein- oder zweiziffrige Nummern (zum Beispiel A1, A12) sind Rijkswege, werden also auf Reichsebene verwaltet (momentan A1 bis A79). Die Autobahnen mit drei Ziffern sind „provinciale snelwegen“, deren Verwaltung durch die Provinzen erfolgt. Zurzeit sind das die A208, A256, A270, A325, A326 und die A348. A-Nummern werden in den Niederlanden immer mit weißer Schrift auf rotem Hintergrund dargestellt. Die meisten Autobahnen verfügen über eine E-Nummer. E-Nummern geben allgemein lange, transeuropäische Strecken an (Europastraße).

## Autobahnen (Autosnelwegen) in den Niederlanden
Es folgen die Autobahnen („rijkswegen“ und „provinciale snelwegen“) und die größten Orte entlang der Strecke:
- A1: Amsterdam – Hilversum – Amersfoort – Apeldoorn – Deventer – Hengelo – deutsche Grenze, Anschluss A30
- A2: Amsterdam – Utrecht – ’s-Hertogenbosch – Eindhoven – Weert – Geleen – Maastricht – Eijsden – belgische Grenze, Anschluss A 25
- A3: Ursprünglich war eine A3 Amsterdam – Gouda – Rotterdam geplant; diese wurde jedoch verworfen, da die Autobahn das „Grüne Herz“ der Randstad direkt durchquert hätte, lediglich ein Stück Schnellstraße existiert als N3 bei Dordrecht.
- A4: Amsterdam – Schiphol – Leiden – Den Haag – Delft – Vlaardingen – Hoogvliet
  - A4: Heijningen – Bergen op Zoom – Woensdrecht – belgische Grenze, Anschluss A 12
- A5: Hoofddorp – Badhoevedorp – Amsterdam (Anschluss A8/A10)
- A6: Anschluss A1 – Almere – Lelystad – Emmeloord – Lemmer – Joure (Anschluss A7)
- A7: Zaandam – Purmerend – Hoorn – Afsluitdijk – Sneek – Joure – Heerenveen – Drachten – Groningen – Hoogezand – Winschoten – Nieuweschans deutsche Grenze, Anschluss A 280
- A8: Amsterdam – Zaandam
- A9: Anschluss A1 (Gaasperdammerweg) – Amstelveen – Haarlem – Beverwijk – Alkmaar
- A10: Ring Amsterdam
- A12: Anschluss A 3 deutsche Grenze – Zevenaar – Arnhem – Ede – Utrecht – Gouda – Zoetermeer – Den Haag
- A13: Den Haag – Rotterdam
- A15: Europoort – Rotterdam – Dordrecht – Gorinchem – Tiel – Nijmegen
- A16: Rotterdam – Dordrecht – Breda – belgische Grenze bei Antwerpen
- A17: Moerdijk – Roosendaal
- A18: Zevenaar – Doetinchem – Varsseveld
- A20: Gouda – Rotterdam – Vlaardingen – Maassluis
- A22: IJmuiden – Beverwijk
- A27: Breda – Gorinchem – Utrecht – Hilversum – Huizen – Almere
- A28: Utrecht – Amersfoort – Harderwijk – Zwolle – Meppel – Hoogeveen – Assen – Groningen
- A29: Rotterdam – Heijningen
- A30: Barneveld – Ede
- A31: Harlingen – Leeuwarden
- A32: Meppel – Steenwijk – Heerenveen – Leeuwarden
- A35: Anschluss B 54, deutsche Grenze – Enschede – Hengelo – Almelo
- A37: Hoogeveen – Emmen – Deutsche Grenze Bundesstraße 402 (bei Zwartemeer)
- A44: Wassenaar – Leiden – Nieuw-Vennep
- A50: Eindhoven – Oss – Wijchen – Arnhem – Apeldoorn – Zwolle
- A58: Eindhoven – Tilburg – Breda – Roosendaal – Bergen op Zoom – Goes – Middelburg – Vlissingen
- A59: Hellegatsplein – Moerdijk – Waalwijk – ’s-Hertogenbosch – Oss
- A65: Tilburg – Berkel-Enschot und Vught – ’s-Hertogenbosch
- A67: Anschluss A 21 belgische Grenze Eersel – Eindhoven – Venlo – deutsche Grenze, Anschluss A 40
- A73: Anschluss A50 – Nijmegen – Venlo – Roermond – Anschluss A2
- A74: Anschluss A73 – Venlo – deutsche Grenze, Anschluss A 61
- A76: Anschluss A2, belgische Grenze – Stein – Geleen – Hoensbroek – Heerlen – Bocholtz – deutsche Grenze, Anschluss A 4
- A77: Anschluss A73 – Boxmeer – Gennep – deutsche Grenze, Anschluss A 57
- A79: Maastricht – Valkenburg – Heerlen
- A200: Zwanenburg-Oost – Haarlem-Oost (Zubringer)
- A208: Velsertunnel (A22) – Haarlem (Zubringer)
- A256: Goes – Verbindung zur A58 (Zubringer)
- A270: Eindhoven – Helmond
- A325: Arnhem – Nijmegen (ehemalige A52)
- A326: Verbindung zwischen A50 und A73 bei Wijchen
- A348: Arnhem – Dieren (ehemalige A48)